# Rodman (hrabstwo Jefferson)
Rodman – jednostka osadnicza w Stanach Zjednoczonych, w stanie Nowy Jork, w hrabstwie Jefferson.